# Bivacco Biagio Musso
Il bivacco Biagio Musso (3.664 m s.l.m.) si trova alle pendici del Grand Combin nel comune di Bourg-Saint-Pierre (canton Vallese) anche se è di proprietà del CAI, sezione di Chivasso.

## Caratteristiche ed informazioni
Si trova su un dosso roccioso del cosiddetto Plateau du Couloir e sotto il Grand Combin de Valsorey.

## Accesso
Si può salire al bivacco partendo dal rifugio Franco Chiarella all'Amianthé in circa tre ore oppure dalla Cabane de Valsorey in circa due ore.
Dal rifugio Franco Chiarella all'Amianthé si tratta di salire al Col d'Amianté (3.308 m), poi di traversare in alto il ghiacciaio del Mont Durand per arrivare al col de Sonadon (3.504 m) e, infine, di salire sulla spalla rocciosa dove si trova il bivacco.
Dalla Cabane de Valsorey si tratta di risalire il Glacier de Meitin.

## Ascensioni
- Grand Combin de Grafeneire - 4.314 m
- Grand Combin de Valsorey - 4.184 m